# James Thynne (Politiker, 1605)

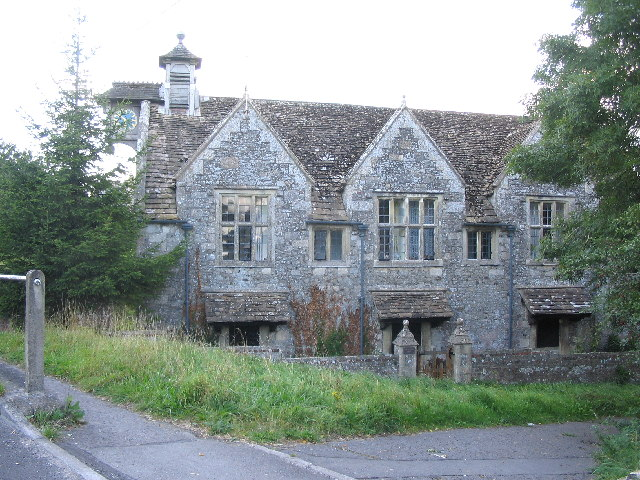
Longbridge Deverill Manor, wo James Thynne während des Commonwealth wohnte

Sir James Thynne (* 1605; † 12. Oktober 1670) war ein englischer Adliger und Politiker, der zweimal als Abgeordneter für das House of Commons gewählt wurde.

## Herkunft
James Thynne entstammte der englischen Familie Thynne. Er wurde als zweiter, doch ältester überlebender Sohn des Politikers Sir Thomas Thynne und seiner ersten Frau Mary Tuchet geboren. Ab dem 28. Juni 1620 studierte er am Magdalen College in Oxford.

## Erbstreit mit seiner Stiefmutter
Sein Vater hatte in zweiter Ehe Katherine Howard geheiratet. Nach seinem Tod am 1. August 1639 erbte Thynne Longleat und die umfangreichen Ländereien seines Vaters, doch seine Stiefmutter und seine Halbgeschwister waren von seinem Vater mit umfangreichen Schenkungen bedacht worden, so dass er keine Barmittel erbte. Er warf seiner Stiefmutter vor, das Testament seines Vaters, der zu den reichsten Grundbesitzern in England gehört hatte, zu ihren und zu Gunsten ihrer Kinder geändert zu haben, so dass es zu einem erbitterten Erbstreit zwischen ihm und seiner Stiefmutter kam. Durch seine jährlichen Einkünfte in Höhe von über £ 6000 wurde er jedoch rasch wieder, abgesehen von den Peers, zu einem der wohlhabendsten Engländer. 

## Royalist während des Bürgerkriegs
Als bedeutendster Landbesitzer in Wiltshire war er während der Bischofskriege am 23. Juni 1639 in Berwick zum Ritter geschlagen worden und wurde im November 1640 als Abgeordneter für Wiltshire für das House of Commons gewählt. Am 15. Februar 1643 schied er aus diesem sogenannten Langen Parlament aus. Während des Englischen Bürgerkriegs gehörte er ab 1644 dem vom König einberufenen sogenannten Oxford Parliament an, wofür er später nach dem Sieg des Parlaments eine Geldstrafe bezahlen musste. Unter Berufung auf die Exeter Articles musste er jedoch nur die moderate Strafe in Höhe von £ 4034 bezahlen.
Am 4. Juni 1640 hatte er Isabel Rich, eine Tochter von Henry Rich, 1. Earl of Holland geheiratet. Sein Schwiegervater wurde 1649 als Hochverräter hingerichtet, seine Frau ging als Anglikanerin 1650 ins Exil und lebte später bei Königin Henrietta Maria in Paris. Thynne nutzte während des Commonwealth nicht das prächtige Herrenhaus von Longleat, sondern lebte bei seinem jüngeren Bruder Thomas in Richmond oder in dem kleineren Herrenhaus von Longbridge Deverill.

## Abgeordneter während der Stuart-Restauration
Nach dem Ende des Commonwealth übernahm er im November 1660 das Amt des Sheriffs von Wiltshire und überwachte die Durchführung der Unterhauswahlen von 1661 in der Grafschaft, bei der Kandidaten der konservativen Gentry gewählt wurden. Als der bisherige Abgeordnete Charles Seymour 1664 den Titel Baron Seymour of Trowbridge erbte und damit aus dem House of Commons ausschied, wurde Thynne in einer Nachwahl im Dezember 1664 vermutlich unangefochten als Abgeordneter für Wiltshire gewählt. Dazu hatte er im Juli 1660 die Ämter des Friedensrichters für Somerset und Wiltshire, vermutlich ab August 1660 das Amt des Deputy Lieutenant für Wiltshire und ab 1662 das des Deputy Lieutenant für Somerset übernommen. Trotz seines fortgeschrittenen Alters war er im House of Commons in zahlreichen Ausschüssen vertreten, spielte jedoch keine bedeutende politische Rolle.
Da seine Ehe kinderlos geblieben war, erbte sein Neffe Thomas Thynne seine Besitzungen.